# Капле, Андре
Андре Капле (фр. André Caplet; 23 ноября 1878, Гавр, Франция — 22 апреля 1925, Нёйи-сюр-Сен, департамент О-де-Сен) — французский композитор и дирижёр. В его творчестве прослеживается влияние эстетики музыкального символизма и импрессионизма, что во многом было обусловлено его тесными и дружескими контактами с композитором Клодом Дебюсси, для которого он осуществил несколько переложений и оркестровых аранжировок.

## Биография
В детстве учился музыке и игре на скрипке в родном Гавре, с 12 лет работал в оркестре местного театра. В 1896 году поступил в Парижскую консерваторию, где занимался по классу композиции у Шарля Леневё, Ксавье Леру и Поля Видаля.
Как дирижёр Капле дебютировал в 1896 году в концертах Эдуара Колонна. В 1901 году получил Римскую премию за кантату «Мирра» (Myrrha), при этом только вторую премию получил Морис Равель. С 1906 года в Гавре участвовал в деятельности организованного Ж. Ж. Обри (G. Jean-Aubry) и Т. Ж. Гэриэттом «Кружке новой музыки», пропагандирующем сочинения молодых композиторов. В рамках деятельности «Кружка» Капле организовывал концерты из музыки Дебюсси, которого они признали номинальным главой своего объединения. Капле совершенствовался в композиции у К. Дебюсси с которым познакомился в 1907 году и в дальнейшем был связан с композитором тесной творческой дружбой, вёл с ним активную переписку. В апреле 1908 года Дебюсси после ознакомления с вокальными сочинениями Капле на стихи Ж. Ж. Обри писал:
Этот Капле — Художник. Он умеет найти верный колорит и соединяет его с красивой выразительностью. Также и чувство формы, что в нашу эпоху господства музыки или наскоро состряпанной или же герметически закупоренной встречается гораздо реже, чем люди это предполагают!— К. Дебюсси. Письмо Ж. Ж. Обри от 1 апреля 1908

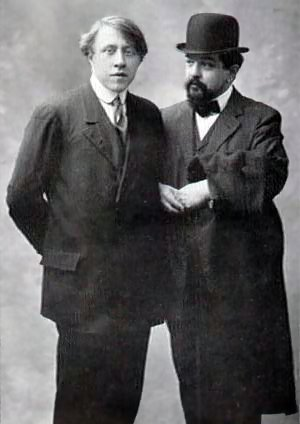
Андре Капле и Клод Дебюсси

Первое из сохранившихся писем Дебюсси к Капле датировано ноябрем 1908 года. Капле дирижировал премьерой мистерии «Мученичество святого Себастьяна» в Париже в 1911 году и премьерой оперы «Пеллеас и Мелизанда» Дебюсси в Лондоне в 1912 году в театре Ковент-Гарден. Сделал ряд клавирных переложений и оркестровых аранжировок целого ряда сочинений Дебюсси («Мученичество святого Себастьяна», балет «Ящик с игрушками», фортепианная сюита «Детский уголок», «Лунный свет» из Бергамасской сюиты, кантата «Блудный сын», симфонические эскизы «Море», симфоническая сюита «Иберия» и др.). Также по просьбе Дебюсси иногда проверял и правил вместо него корректуры его сочинений. Они были настолько близки, что Дебюсси скрывая от своей жены Эммы материальные проблемы некоторую часть своей переписки перевёл на адрес Андре Капле.
В 1910—1914 гг. по рекомендации Дебюсси руководил Бостонским оперным театром, выступая с ним на гастролях в Лондоне и Париже. С 1914 года руководитель театра «Гранд-Опера» в Париже. Выступал в симфонических концертах, в этот период рассматривался как яркий представитель французской дирижёрской школы. Во время Первой мировой войны отправился на фронт добровольцем, где служил связистом, куда с собой взял походное фортепиано, на котором играл перед публикой. Дебюсси в одном из писем писал по этому поводу:
Сей человек с утра до вечера играет со смертью и, однако, он находит ещё в себе силы быть пленительно оживлённым. Всюду в траншеях за ним следует его разборное пианино! На днях шквал из снарядов 105 прервал его музыкальные занятия, чуть было не сделал его самого таким же разобранным на части, как его инструмент ... А он продолжал играть под свалившимися на него метрами земли, и он, не сомневайтесь, настоящий герой!— К. Дебюсси письмо Р. Годе от 4 сентября 1916
На фронте Капле был отравлен ядовитыми газами, в связи с чем получил хроническое заболевание от которого страдал на протяжении оставшейся жизни. Некоторое время имел романтические отношения с Айседорой Дункан, с которой познакомился ещё до войны. Позже знаменитая танцовщица писала о нём в книге «Моя исповедь»: «Много времени спустя, слушая дивную музыку „Зеркала Иисуса“, я поняла, что была права, считая этого человека гением, а талант всегда имел для меня роковую притягательную силу». В 1924 из-за болезни вынужден был оставить дирижёрскую деятельность.

## Творчество
Как композитор Капле был представителем французского музыкального импрессионизма. Ему принадлежат произведения различных жанров: симфоническая поэма «Саламбо» (Salammbô, 1902), симфонические Этюды, оратория «Зеркало Иисуса» (Le Miroir de Jésus, 1923—1924), квинтет для фортепиано и духовых инструментов (1898), «Персидская сюита» для 10 духовых инструментов (Suite persane, 1900), симфоническая фреска для виолончели и оркестра «Эпифания» (Epiphanie, 1923), произведения для фортепиано и различных составов камерных инструментов, вокальные сочинения на стихи французских поэтов различных эпох. Наиболее известными его сочинениями являются оратория «Зеркало Иисуса» и симфоническая сюита «Легенда» (Légende,1905) написанная первоначально для хроматической арфы и оркестра по рассказу «Маска Красной смерти» Эдгара По. В 1923 году Капле переработал «Легенду» в «Фантастическую сказку» уже для диатонической арфы (или фортепиано) и струнного квартета и в этом виде сочинение вошло в репертуар арфистов. Несмотря на то, что его творчество долгое время рассматривалось как не самостоятельное и находящиеся под влиянием эстетики Дебюсси, сам Капле неоднократно отмечал, что слишком плохо знал своего друга и учителя, чтобы быть его эпигоном.